# Vale
Un vale es un documento para pagar  ya sea un producto, o bien un servicio. Puede representar el pago total o parcial (descuento inmediato en el momento de la compra por la cantidad que aparece en el vale). Lo más habitual es que los      establecimientos comerciales proporcionen vales a sus clientes para fidelizarlos. 
También sirve para darse a conocer a clientes nuevos, ofreciéndoles un artículo más barato o gratuito. En otros casos forma parte del proceso de devolución, el comercio extiende un vale que permite cambiar un producto adquirido por otro en un tiempo futuro.
Por último, el vocablo bale se utiliza para movimientos internos de una oficina o empresa. Cuando un empleado toma dinero para comprar algún material o artículos que no haya en existencia en la empresa, o porque desea un adelanto sobre su salario, se llena un «vale de caja». Este vale contiene:
- Fecha.
- Cantidad (en número y letra)´.
- Especificación clara sobre el concepto.
- Rúbrica de autorización.
- Firma de la persona que recibe el dinero.

El vale es una oferta de reducción del precio final del artículo que puede estar patrocinado por el fabricante o por el minorista.

## Vale del fabricante
Es un medio de promoción muy apropiado para introducir nuevos productos en el mercado. Los consumidores están más dispuestos a probar una novedad si el precio que deben pagar es menor que el recomendado.
En este tipo de promoción se implican también las tiendas ya que admiten el descuento propuesto por el fabricante cuando un cliente redime un vale. A lo largo de la campaña de promoción, la tienda va recuperando ese dinero más una gratificación por su colaboración.

## Vale del distribuidor
Es un medio de promoción que beneficia a compradores que ya consumían el producto. El minorista los emite para mantener a esos clientes y conseguir que aumente o el gasto por compra o el gasto por cliente (incrementando el número de veces que acude al establecimiento).
Estos vales pueden estar formulados de diversas formas:
- 20 % descuento en la compra de XXX cantidad del artículo YYY hasta el día ZZZ
- 30 % de descuento en XXX, si compra 2 o más unidades hasta el día ZZZ
- 9,99 € de descuento en la compra de XXX hasta el día ZZZ

## Vale de despensa
Es una prestación dada a los trabajadores por parte de la empresa que son intercambiables en tiendas de autoservicio por bienes de consumo. 